# فلسطين سوف تصبح حرة (أغنية)
أنشودة من أناشيد اللبناني السويدي ماهر زين، صدرت عام 2009 عقب الحرب الإسرائيلية على غزة، وموجود على ألبومه البكر Thank You Allah.
تم تحضير فيديو كليب لها بتقنية الانميشن، وتدور احداث الفيديو كليب في شوارع وأزقة إحدى مدن قطاع غزة، بطلتها طفلة صغيرة تواجه دبابة بحجر صغير في يديها لترغم الدبابة على التراجع في النهاية.
حققت الأنشودة ما يزيد على مليوني مرة مشاهدة على موقع اليوتيوب حتى الآن وتم عرضها على عشرات القنوات الفضائية.

## كلمات الاغنية بالانجليزي
Every day we tell each other

That this day will be the last

And tomorrow we all can go home free

And all this will finally end

Palestine tomorrow will be free

Palestine tomorrow will be free
No mother no father to wipe away my tears

That’s why I won’t cry

I feel scared but I won’t show my fears

I keep my head high
Deep in my heart I never have any doubt

That Palestine tomorrow will be free

Palestine tomorrow will be free
I saw those rockets and bombs shining in the sky

Like drops of rain in the sun’s light

Taking away everyone dear to my heart

Destroying my dreams in a blink of an eye
What happened to our human rights?

What happened to the sanctity of life?
And all those other lies?

I know that I’m only a child

But is your conscience still alive
I will caress with my bare hands

Every precious grain of sand

Every stone and every tree

Cause no matter what they do

They can never hurt you

Cuz your soul will always be free
Palestine tomorrow will be free

Palestine tomorrow will be free
|
]== كلمات الأغنية ==
كل يوم نخبر بعضنا... ان هذا سيكون اليوم الاخير

وغدا نستطيع جميعا ان نعود إلى بلدنا احرارا

وكل هذا.. سينتهى اخيرا
فلسطين غدا سوف تصبح حرة

فلسطين غدا سوف تصبح حرة
ليس لى أب أو أم ليمحو دموعى

لذلك لن ابكى

أشعر بأنى خائفة ولكنى لن اظهر خوفى

سوف أحافظ على رأسي مرفوعا...
في اعماق قلبى لا يوجد لدي ادنى شك..

ان فلسطين غدا سوف تصبح حرة

فلسطين غدا سوف تصبح حرة
أرى تلك الصواريخ والقنابل تلمع في السماء..

كما تلمع قطرات المطر في ضوء الشمس..

وتسلب كل عزيز إلى قلبي..

تدمر احلامى في غمضة عين..
ماذا جرى لحقوقنا كبشر... ؟

ماذا جرى لحرمة الحياة؟

و كل تلك الأكاذيب الأخرى؟؟
أعلم انني مجرد طفلة !

ولكن هل ضميرك مازال حيا؟؟؟
سأعانقك (يا أرضى) بيدى العارية

سأعانق كل حبة رمل ثمينة...

وكل حجر.. وكل شجرة
لأنهم مهما فعلوا...

لن يستطيعوا أبدا إيذائك...

لأن روحك (يا أرضى) ستظل دائما حرة...
فلسطين غدا سوف تصبح حرة...

فلسطين غدا سوف تصبح حرة...